# 塔拉斯孔
塔拉斯孔（法語：Tarascon，法語發音：[taʁaskɔ̃]），亦称罗讷河畔塔拉斯孔（Tarascon-sur-Rhône，[taʁaskɔ̃ syʁ ʁon]），是法国罗讷河口省的一个市镇，属于阿尔勒区。

## 地理
塔拉斯孔（43°48'18"N, 4°39'34"E）面积73.97 平方千米，位于法国普罗旺斯-阿尔卑斯-蓝色海岸大区罗讷河口省，该省份为法国东南部沿海省份，北起沃克吕兹省，西接加尔省，南濒地中海，东临瓦尔省。
与塔拉斯孔接壤的市镇（或旧市镇、城区）包括：阿尔勒、巴邦塔讷、布尔邦、丰维埃耶、格拉沃松、圣皮埃尔-德梅佐阿格、圣艾蒂安迪格雷斯、博凯尔、瓦拉布雷格。

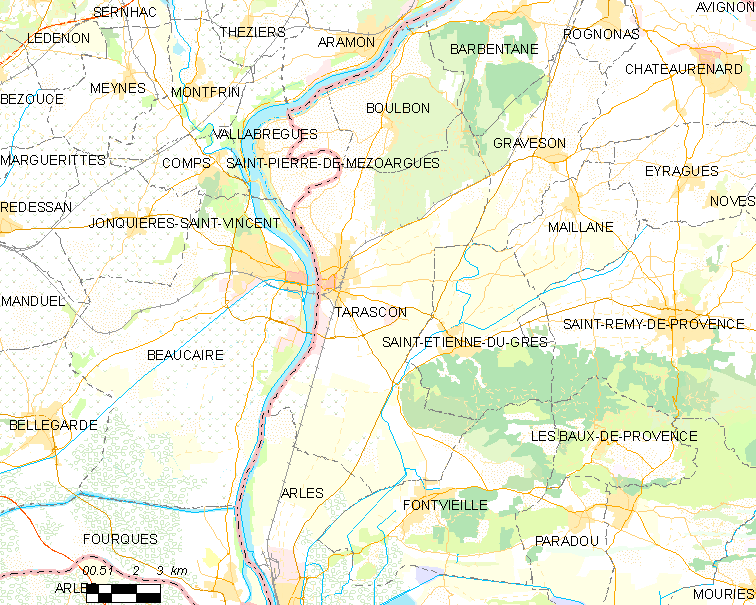
塔拉斯孔的OSM定位图

塔拉斯孔的时区为UTC+01:00、UTC+02:00（夏令时）。

## 行政
塔拉斯孔的邮政编码为13150，INSEE市镇编码为13108。

## 政治
塔拉斯孔所属的省级选区为沙托勒纳尔县。

## 人口

1962-2008年间塔拉斯孔人口变化图示

塔拉斯孔于2022年1月1日时的人口数量为15525人。